# Elaenia chiriquensis
Az Elaenia chiriquensis a madarak osztályának verébalakúak (Passeriformes) rendjébe és a királygébicsfélék (Tyrannidae) családjába tartozó faj.

## Rendszerezése
A fajt George Newbold Lawrence amerikai amatőr ornitológus írta le 1865-ben.

## Alfajai
- Elaenia chiriquensis albivertex Pelzeln, 1868
- Elaenia chiriquensis brachyptera Berlepsch, 1907 vagy Elaenia brachyptera
- Elaenia chiriquensis chiriquensis Lawrence, 1865[2]

## Előfordulása
Costa Rica, Panama, Argentína, Bolívia, Brazília, Kolumbia, Francia Guyana, Guyana, Paraguay, Peru, Suriname, Venezuela, valamint Trinidad és Tobago területén honos.
Természetes élőhelyei a szubtrópusi és trópusi lombhullató erdők, cserjések és szavannák, valamint emberi környezet. Vonuló faj.

## Megjelenése
Testhossza 13 centiméter, testtömege 13-18 gramm.

## Természetvédelmi helyzete
Az elterjedési területe rendkívül nagy, egyedszáma viszont csökken, de még nem éri el a kritikus szintet. A Természetvédelmi Világszövetség Vörös listáján nem fenyegetett fajként szerepel.